# Körmend–Zalalövő-vasútvonal

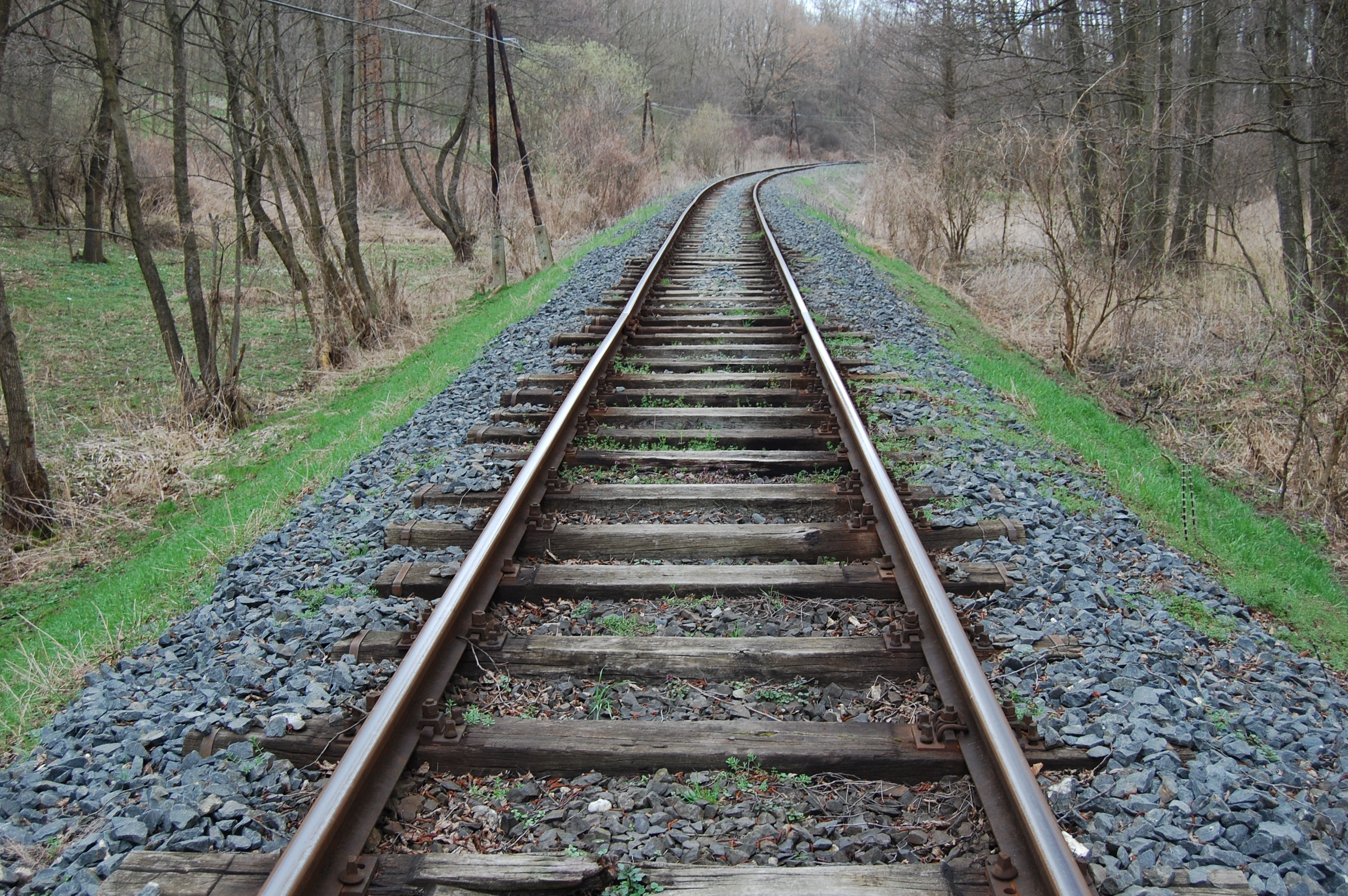
Pályarészlet - 2008-ban még jobb állapotban volt

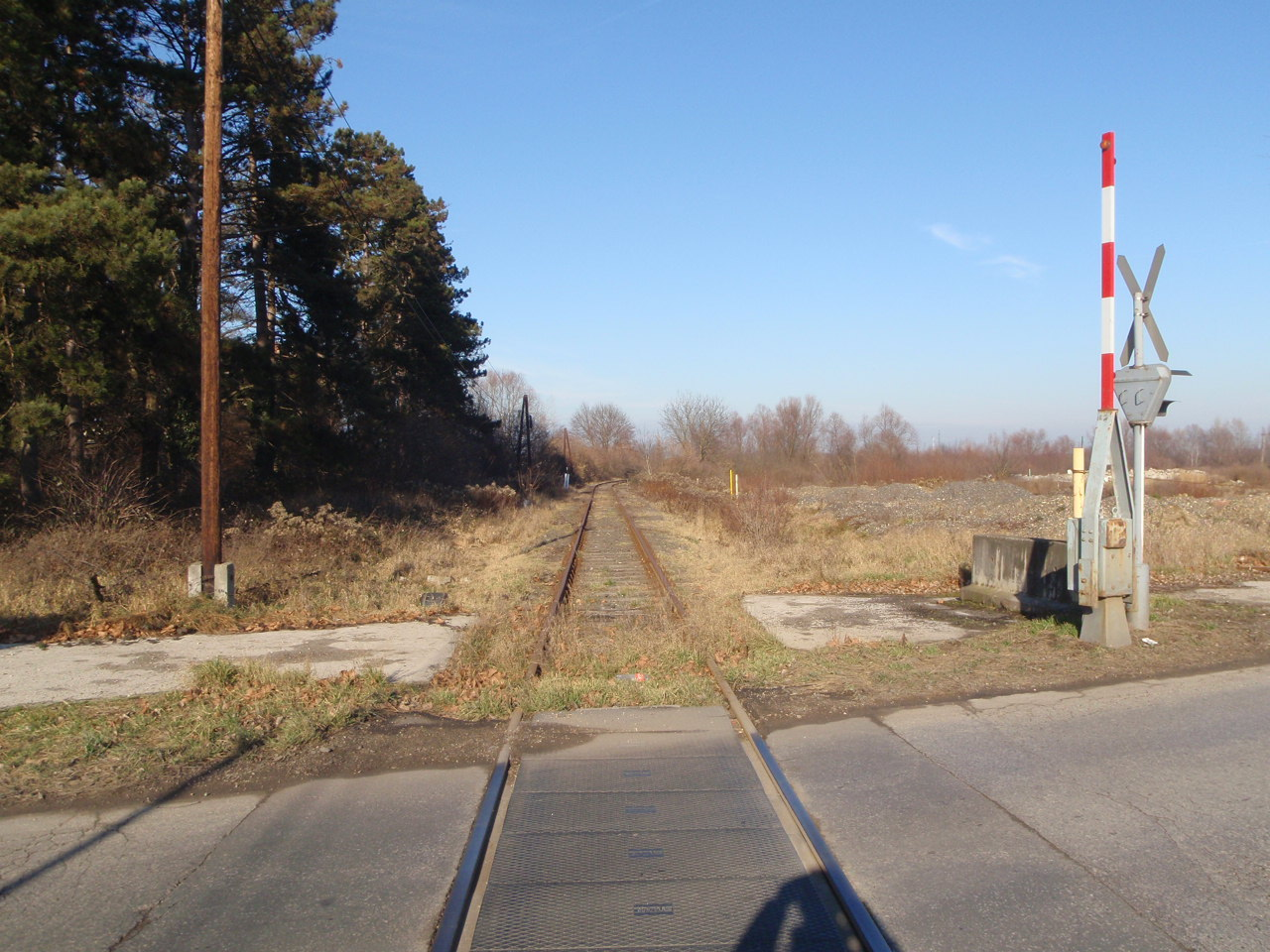
A 2023-ra elbontott Rákóczi utcai útátjáró 2012-ben Körmenden

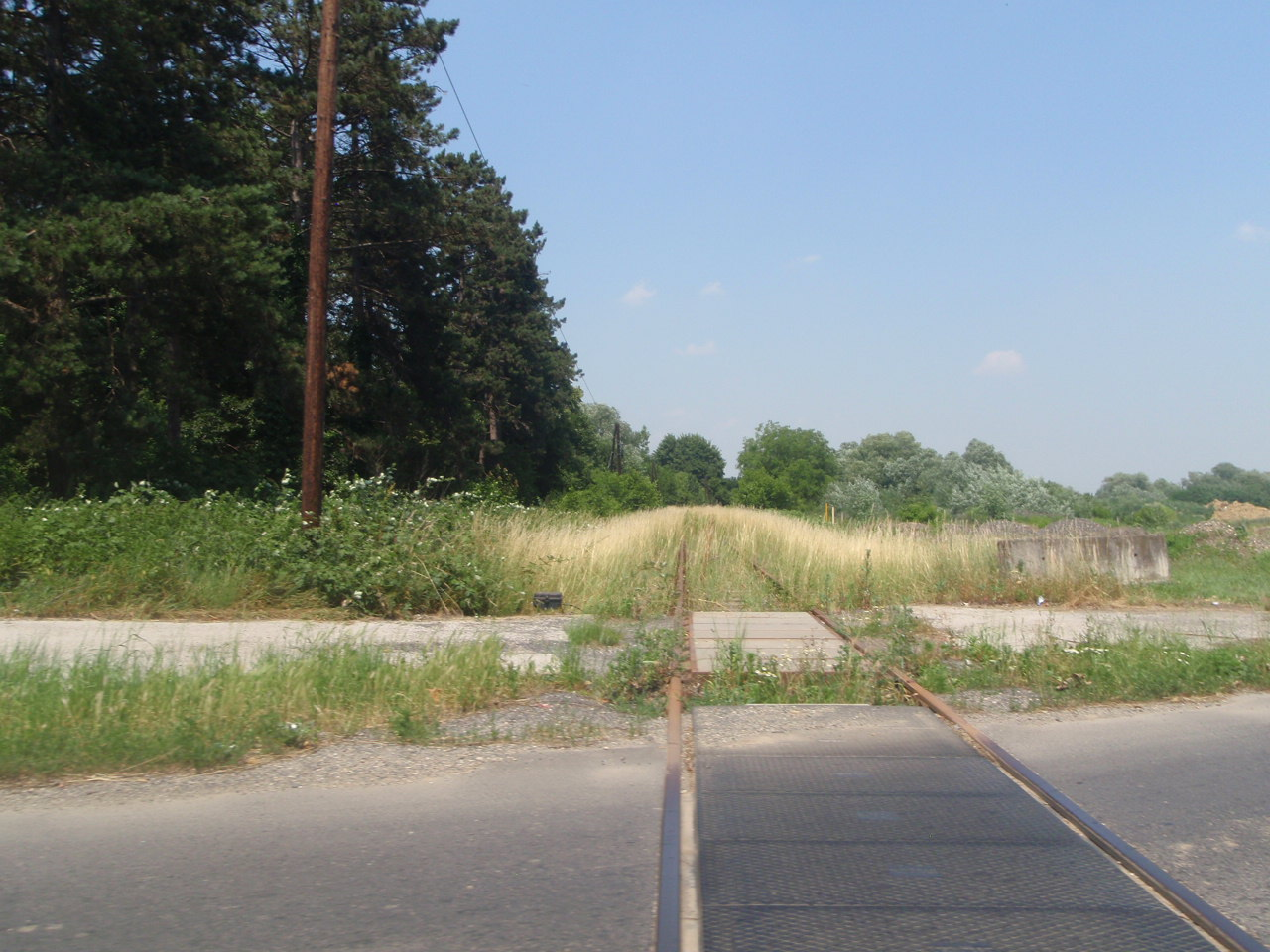
Ugyanezen pályaszakasz 2013-ban

A Nyugat-Dunántúlon fekvő Körmend–Zalalövő-vasútvonal a GYSEV 22-es számú, egyvágányú, nem villamosított mellékvonala.

## Története
A vonal helyiérdekű vasútvonalként épült ki Körmend–Zalalövő–Muraszombat között, tulajdonosa a Magyar Délnyugati HÉV részvénytársaság volt. A vonalat a vasúttársaság két részletben adta át a forgalomnak, a Körmend–Sal (ma Šalovci Szlovéniában) közötti 48,7 km hosszú szakaszt 1906. december 24-én, a Sal–Muraszombat közötti 26,0 km hosszú második szakaszt 1907. április 26-án nyitották meg. A vonatok maximálisan engedélyezett sebessége 50 km/h, a pályára engedélyezett tengelyterhelés 10 tonna volt. Eredeti felépítménye a helyiérdekű vasúti szabványnak megfelelően méterenként 23,6 kg/fm tömegű „i” jelű sínekből állt, a keresztaljak 2,20 méter hosszú talpfák voltak bányakavics ágyazatban. A vasútvonal építése jelentős földmunkával járt, a több mint 270 db műtárgy közül a legnagyobb hidak a Rába, Pinka, Zala és Lendva felett épültek, valamint Mátyásdombnál (ma Mačkovci) egy 254 m hosszú alagutat létesítettek.
A felépítményt az 1970-es években újították fel. Bezárása többször is felvetődött: 2006-ban benne volt a bezárandó 28 mellékvonal listájában, de lekerült róla. 2007-ben is tervezték bezárását, de még 2 évig ez nem valósult meg. Az utolsó Bzmot motorvonat 2009. december 12-én indult Körmendről Zalalövő felé.
Az eredeti kiépítési viszonylatot kettévágta a trianoni határ, mely az Őrihodos–Muraszombat szakaszt a Szerb-Horvát-Szlovén Királysághoz csatolta. A Magyarországon maradt Körmend–Zalalövő–Bajánsenye szakaszon mai számozás szerint két vasútvonal osztozik: Zalalövő–Bajánsenye szakasz a Boba–Bajánsenye-vasútvonal része. Ez utóbbi szakaszt 1980-ban megszüntették és fölszedték, de 2000-ben részben megváltozott nyomvonalon fővonalként újjáépítették, Magyarország és Szlovénia között nemzetközi forgalmat bonyolít le.

## Műszaki jellemzői napjainkban

### Vonalvezetés
A Rába folyó völgyét keresztben átszelő vasútvonal teljes hossza 23 km, szelvényezése Körmend felől indul. Pontos hossza Körmend felvételi épület középvonalától (0+00) Zalalövő felvételi épület középvonaláig ( + ) m. A vasútvonal tervezési sebessége 50 km/h, ennek megfelelően  a minimális ívsugár R=250 m. A vonalon összesen 35 ív van. A legnagyobb emelkedő 15 ‰ a 69+72 – 83+17 szelvények között 1345 m hosszban, és a 142+66 – 165+55 szelvények között 2288 m hosszban.

### Alépítmény
A vonal zömében töltésen halad, 1:1 és 1:1,5 rézsűhajlás váltakozik. A töltések helyi anyagból, a vágány melletti úgynevezett anyaggödrökből készültek. Az alépítmény keresztmetszeti szélessége nem szabványos, emiatt a vonalon padka nem található. A pálya vízelvezetése burkolatlan árokkal van megoldva, melynek állapota kritikus. Víztelenítő berendezés, szivárgó nem létesült. A vágány jobb oldalán jelentős mértékű vízgyűjtő terület van, ami elsősorban 176/177 és a 186/189 szelvényekben okoz gondot, ahol övárok hiányában nagyobb esőzéskor a vasúti pályát is homokkal szennyezi el.

### Felépítmény
Az 1970-es években  a felépítményt felújították, a síneket 48-as rendszerűre cserélték, valamint több helyen megerősítették a vágányt 2,60 mh faaljakkal és „L” jelű vasbetonaljakkal, azonban a vágány továbbra is hagyományos, hevederes illesztésű maradt. Az ágyazata ma is 80%-ban bányakavics, 10-10%-ban zúzottkő és salak, a felújítás hiánya miatt mára erősen elhasználódott és szennyeződött.

A felépítmény állapota a jelenlegi forgalom számára megfelelő, azonban sem pályasebesség emelésére, sem pedig a tengelyterhelés növelésére nem alkalmas. Különösen vonatkozik ez a gyakorlatilag megszűnt teherforgalom visszaállítására, aminek előfeltétele a felépítmény megerősítése. A vágány gyorsan romló fekszintállapota miatt évente többszöri vágányszabályozás szükséges.
Az állomások közül Körmend állomás III. és IV. vágánya egyszerűsített felépítménycserével, 48-as rendszerű sínekkel, hevederes illesztésekkel és vasbetonaljakkal átépült. Zalalövő állomás a szlovén vasúti kapcsolat kiépítése során 54-es sínekkel, hézagnélküli kivitelben, vasbetonaljakkal teljesen átépült.

### Műtárgyak
A vonalon 68 db műtárgy volt, melyből 3 db Zalalövő átépítésekor megszűnt. A műtárgyak közül a legkritikusabb a 35+46 szelvényben lévő 77 m nyílású Rába híd provizóriuma, amely mihamarabb átépítésre szorul. Ezen kívül 2 db teknőhíd átépítése indokolt a 182+60 és a 188+12 szelvényekben. A csőátereszek közül három műtárgynál, a 174+18, 177+198 és 179+64 szelvényűeknél szükséges csőfejtoldás. A Pinka és a Rába folyók árterében mind az öt vasúti híd állapota kritikus, a forgalom további fenntartásához felújításra szorul.

### Útátjárók
A vonalon jelenleg 24 db útátjáró van, amiből nyolc biztosított sorompóval: ebből kettő teljes csapórudas sorompó, hat pedig fénysorompó. A biztosított útátjárók burkolata aszfalt, míg a kis forgalmú sorompó nélküli átjárók csak zúzottkő-borítással  rendelkeznek. A rálátási háromszögek a 40 km/órás sebességnek megfelelőek. Sebességemelés esetén az útátjárók átépítése, biztosítottsági szintjének megváltoztatása, szilárd burkolattal való ellátása, az emelt sebességnek megfelelő rálátási viszonyok biztosítása szükséges. A 86-os főúton Rimánynál lévő átjáróját 2013. májusában felújították, miközben a körülötte lévő vasúti pályát a növényzet már benőtte. A 86. sz. főközlekedési utat metsző útátjárójelzőt a [mikor?] eltávolították, a folyó vágányt elvágták, az úttest vadonatúj  bitumenes  réteget kapott.[forrás?]

### Magasépítmények
A vonal két állomása közül a szlovén vasúti átmenet kiépítése kapcsán Zalalövő állomáson új felvételi épület épült. Körmend állomás felvételi épülete a város igényeinek megfelelő, a folyamatos karbantartás biztosítandó. A két megállóhelyen, Nádasdon és Zalaháshágy-Szőcén lakóépülettel egybeépült utasforgalmi épületek vannak.

### Biztosítóberendezés
A vasútvonalon vonali biztosítóberendezés nincs, a vonatok állomástávolságban közlekednek. Körmend és Zalalövő állomáson is korszerű elektronikus biztosítóberendezés került telepítésre.

## A forgalom
A 2008/2009-es menetrend szerint a vonalon nyolc vonatpár közlekedett hétköznaponként és vasárnap, hét pár szombatonként. Az engedélyezett sebesség 40 km/h, melyet több helyen lassújelekkel korlátoznak. A vonal forgalmát kalauz nélkül közlekedő, szóló Bzmot motorkocsik bonyolították le.
A vasútvonalon a személyszállítás 2009. december 13-án, a 2009/2010. évi menetrendváltással megszűnt.
A vasútvonal üzemeltetését 2011. december 11-től a GYSEV vette át, de a személyforgalom egyelőre még nem indult újra. A rossz állapota miatt a pálya vasúti forgalomra alkalmatlan.